# Alton Ellis
Pour les articles homonymes, voir Ellis.
Alton Ellis est un chanteur jamaïcain né le 1er septembre 1938 à Kingston en Jamaïque et mort le 11 octobre 2008 à Londres (Royaume-Uni). Il est le frère d' Hortense Ellis.

## Biographie
Ellis nait à Kingston en Jamaïque en 1938 et grandit dans le quartier de Trenchtown. Jeune, il apprend à chanter et jouer du piano en fréquentant un centre local pour jeunes la nuit. Au début de l'adolescence, il forme le duo Alton & Eddie avec Eddis Perkins. En 1959, après avoir gagné un concours de chant, il enregistra le single Muriel, qui devint un succès important en Jamaïque. Peu après cet épisode, Perkins quitta la Jamaïque pour tenter sa chance aux États-Unis, laissant Ellis seul.
Ellis enregistra pour Studio One au début des années 1960, mais récolta peu d’argent. Insatisfait, il quitta pour le label Treasure Island en 1965 et forma un trio de backup vocal appelé The Flames (en) (avec son frère Leslie, mais les membres changeront plusieurs fois). Ellis sort rapidement un succès anti-violent majeur, Dance crasher, et l’année suivante, il réalise ce qui est considéré comme étant le premier titre Rocksteady, Get ready — Rock Steady. Son rythme innovant naquit lors d’une session où le bassiste n’était pas présent, obligeant Jackie Mittoo à jouer la ligne de basse lui-même. La main gauche de Mitoo ne pouvant pas suivre le rythme effréné du Ska, il adapte donc un rythme plus lent. Il connait d’autres grand succès en 1966, incluant Cry tough et Girl I’ve got a date, qui devint son plus grand succès. Il réalise aussi des duos avec Phyllis Dillon ainsi qu'avec sa sœur Hortense Ellis (Breaking Up Is Hard to Do). L'album Mr. Soul of Jamaica (réédité en disque compact sous le nom Cry Tough) rassemble la plupart de ses succès pour Treasure Isle.
En 1968, Ellis retourne à Studio One, ce qui fit de lui l’un des seuls chanteurs à franchir le fossé séparant les deux ennemis jurés. La plupart de ses succès de la fin des années soixante viennent de Studio One, incluant Willow tree, I'm just a guy et Sitting in the park. En 1970, l’album Sunday coming sort ; il est considéré comme l’un de ses meilleurs chez Studio One. Ellis fait plus tard équipe avec Lloyd Daley pendant une brève période. Cette collaboration aboutit à des titres plus rasta tels que Lord Deliver Us ou Back To Africa. Il travaille aussi avec Keith Hudson. Cependant, il ne reçoit toujours pas de réelles compensations financières pour ses succès. Déçu, il part aux États-Unis et au Canada, puis en Angleterre à partir de 1973 de manière fixe.
En Angleterre, Ellis crée son propre label, Alltone, qui est destiné à la réalisation de nouveaux enregistrements et à la sortie de compilations de ses premiers succès. Il fait un retour en Jamaïque au Reggae Sunsplash en 1983 et 1985, et enregistre un nouveau single intitulé Man From Studio One pour Dodd en 1991.
Il effectue une longue tournée en France et en Europe en 2004-2006, accompagné par le groupe bordelais ASPO, avec lequel il avait enregistré au printemps 2002 le premier album live de sa carrière. (Alton Ellis Live With ASPO: Workin' On A Groovy Thing).
Il décède des suites d'un cancer lymphatique dans la nuit du 10 au 11 octobre 2008 à L'Hôpital Hammersmith de Londres.

## Principaux succès
- Breaking up is hard to do
- These Eyes
- Girl I've Got a Date
- Ain't That Loving You
- I'm Still In Love With You
- I can't Stand It
- My Willow Tree
- Dance Crasher
- I'm Just A Guy
- Knock On Wood
- Too Late
- I Don't Want To Be Right
- Rhodesia
- Arise Black Man
- Rasta Spirit
- Remember That Sunday
- Cry Tough
- Sun Of Man
- The Children are crying

## Discographie sélective
- Valley Of Decision
- My Time Is The Right Time
- Sunday Coming Alton Ellis
- Cry Tough
- Arise Black Man 1968-1978